# شعار تركمانستان
شعار دولة تركمانستان هو شعار رسمي اعتُمد بعد حصول تركمانستان على الاستقلال عن الاتحاد السوفيتي في عام 1991. مثل جمهوريات ما بعد الاتحاد السوفياتي الأخرى التي لم تسبق رموزها وشعاراتها قيام الثورة البلشفية ، يحتفظ الشعار الحالي ببعض مكونات السوفيتية مثل القطن والقمح والبساط. والنجمة الخضراء الثمانية التي ترمز لربع الحزب في المصحف (۞) رمزا للإسلام والذي يعتنقه غالبية التركمان، وتحيط بها حواف ذهبية سميكة في وسطها قرص دائري أحمر يحمل حزم من القمح بداخلهم خمس طرز من سجاد الغول، وتركزت على أن دائرة زرقاء صغيرة مع تصوير نابض بالحياة (بدلاً من الشكل المجرد) للحيوان الأليف للرئيس السابق صقرمراد نيازوف وهو حيوان أخال تيك يانارداغ الذي يعتبر من رموز الشعب التركماني.
استُخدم شكل دائري من الشعار من عام 1992 حتى عام 2003 بعدما اقترح الرئيس نيازوف تغيير مظهره وقال إن المثمن التركماني القديم يعتبر رمزًا للوفرة والسلام والهدوء.

## الرمزية

شعار تركمانستان داخل الاتحاد السوفياتي واستخدم بعد الاستقلال حتى عام 1991.

(Türkmenistanyň gerbi) هو رمز الدولة الذي يجمع بين التراث الثقافي لأسلاف التركمان أوغوز خان وسلالة السلاجقة الذين خلقوا في العصور القديمة إمبراطورية قوية مما أثر بشكل كبير على تطور التركمان وأقاربهم التركيين ككل.
تمثل زخارف السجاد التقليدية الخمسة الموجودة على القرص الأحمر القبائل الخمس الرئيسية، وتقف على القيم التقليدية والدينية للبلاد.
تظهر الألوان الخضراء والحمراء في هذا الدرع لأنهم تركوا العناصر المركزية على مدار تاريخ الشعار محاطة بحزم من القمح التي تشير إلى العرف للترحيب بالضيوف بالملح والخبز. يظهر قمح ودائرة حمراء على شكل هلال شمعي أبيض اللون، ن وخمس نجوم خماسية بيضاء اللون. الصبح هلال يرمز إلى الأمل في البلاد من أجل مستقبل مشرق والنجوم تمثل خمس محافظات تركمانية وهم: آهال، البلقان، داشوغوز، لباب، وماري. معظم عناصر شعار النبالة موجودة في العلم الوطني.

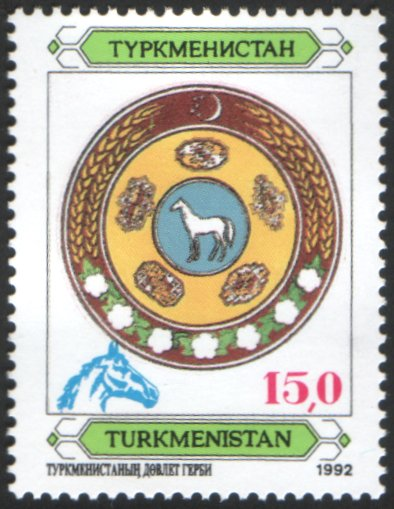
شعار تركمانستان على طابع بريد تركماني عام 1992.

قبل الاستقلال عن اتحاد الجمهوريات الاشتراكية السوفياتية، كان لدى تركمانستان شعار مشابه لجميع الجمهوريات السوفيتية الأخرى. سجادة من الغول وليست مطابقة لأي من أنماط القبلية، ومثلت على درع التركمان.